# Феофанов Лев Петрович
Ле́в Петро́вич Феофа́нов (1922—1980) — лауреат Державної премії УРСР в галузі науки і техніки (1980).

## З життєпису
Проживав у місті Запоріжжя.
Лауреат Державної премії УРСР 1980 року (посмертно) — «Розробка основ, створення і впровадження у промисловість технології та обладнання для плазмодугової виплавки злитків сталей і сплавів із заготовок та некомпактної шихти» — у складі колективу: Асоянц Григорій Баградович, Григоренко Георгій Михайлович, Забарило Олег Семенович, Клюєв Михайло Маркович, Лакомський Віктор Йосипович, Прянишников Ігор Степанович, Торхов Геннадій Федорович, Чвертко Анатолій Іванович, Шехтер Семен Якович.